# Saparua
Saparua (indonesisch Pulau Saparua) ist eine 161 km² große indonesische Insel im Südwesten von Seram in der Provinz Maluku und gehört zu den Lease-Inseln. 
Saparua bildet, zusammen mit der Insel Molana, einen Distrikt (Kecamatan) des Regierungsbezirks (Kabupaten) der Zentralmolukken.
Benachbart sind im Westen die Insel Haruku und im Osten Nusa Laut. Die Hauptstadt ist Saparua-Stadt an der Südküste in der Bucht von Saparua.
Lebensgrundlagen bilden die Ernte von Muskatnüssen und Gewürznelken sowie die Nutzung der Sagopalmen zur Herstellung von Palmsago.